# Фодитани
Фодитани (лат. Oxylabes madagascariensis) — вид воробьиных птиц из семейства Bernieridae, единственный  в одноимённом роде (Oxylabes).

## Описание
Фодитани достигает длины 17–18 см и массы от 18 до 30 г. Половой диморфизм не выражен. У взрослых особей верхняя и боковая части головы рыжевато-коричневые, контрастирующие с тёмной оливково-коричневой верхней частью тела. Узкая бровь белого цвета, часто заметная только за глазом. Верх крыльев и хвост тёмно-коричневые. Подбородок и горло белые, нижние части тела тускло-коричневые, более тёплого оттенка на груди, более оливковые на боках и нижних кроющих перьях хвоста. Радужная оболочка тёмно-красновато-коричневая; клюв сверху черноватый, снизу тускло-серый с более тёмным основанием; ноги от тускло-коричневых до сланцево-чёрных. У молодых особей голова до подбородка, верхняя часть горла и верхняя часть тела тёмно-оливково-коричневые. Верхние части крыльев с светло-оливково-зелёной окантовкой. Нижняя часть горла и центральная нижняя часть тела оливково-охристые, бока и нижние кроющие перья хвоста оливково-коричневые. Подклювье тускло-жёлтое.

## Распространение и места обитания
Фодитани является эндемиком Мадагаскара. Его естественной средой обитания являются субтропические или тропические влажные горные леса.

## Охранный статус
МСОП присвоил виду охранный статус «Вызывающие наименьшие опасения» (LC).